# Nesolagus timminsi
Nesolagus timminsi е вид бозайник от семейство Зайцови (Leporidae).

## Разпространение
Видът е разпространен във Виетнам и Лаос.